# 이아린
이아린(1984년 5월 12일~ )은 대한민국의 배우, 성우이다.

## 학력
- 중앙대학교 연극영화학과

## 출연작

### 드라마
- 2010년 MBC 《황금물고기》
- 2010년 MBC 《폭풍의 연인》
- 2011년~2012년 MBC 《애정만만세》 - 간호사 역
- 2011년 OCN Movies 《소녀 K》
- 2011년 JTBC 《발효가족》
- 2012년 MBC 《아들 녀석들》
- 2012년 MBC 《마의》
- 2012년 SBS 플러스 《오 마이 갓 X2》
- 2012년 SBS 플러스 《풀하우스 TAKE 2》
- 2013년 tvN 《우와한 녀》 - 멀티 이아린 역
- 2013년 KBS 2TV 《굿 닥터》 - 가경 역
- 2013년 KBS 2TV 《KBS 드라마 스페셜 - 아빠는 변태중》 - 조교 역
- 2013년 MBC 《빛나는 로맨스》 - 설민주 역
- 2014년 KBS 2TV 《KBS 드라마 스페셜 - 내가 결혼하는 이유》 - 박정은 역
- 2014년 tvN 《고교처세왕》 - 한상희 역
- 2014년 SBS 《내겐 너무 사랑스러운 그녀》 - 호텔 직원 역
- 2015년 SBS 《내일을 향해 뛰어라》 - 홍 대리 역
- 2015년 KBS 2TV 《KBS 드라마 스페셜 - 웃기는 여자》 - (우정출연)
- 2015년 SBS 《너를 사랑한 시간》 - 정미 역
- 2015년 JTBC 《연쇄쇼핑가족》
- 2015년 OCN 《아름다운 나의 신부》
- 2016년 KBS 2TV 《우리집에 사는 남자》
- 2016년 네이버 TV 《얘네들 MONEY?!》 - 최 선생 역 (특별출연)
- 2017년 tvN 《내일 그대와》 - 신비 역
- 2018년 KBS 2TV 《인형의 집》 - 사차순 역
- 2018년 웹드라마 《모두가 알고 있는 비밀 시즌 1》 - 양송이 역 / 작가 / 감독
- 2018년 웹드라마 《모두가 알고 있는 비밀 시즌 2》 - 양송이 역 / 작가 / 감독
- 2020년 웹드라마 《가슴아 뛰어라》- 이 대역
- 2021년 웹드라마 《봉선생의 일기》- 봉 선생 역

### 영화
- 2009년 《핸드폰》 - 마트 여직원 2 역
- 2009년 《우리 집에 왜 왔니》 - 동료 노숙자 2 역
- 2010년 《비밀애》 - 이 간호사 역
- 2010년 《탈주》 - 약사 역
- 2011년 《사랑이 무서워》 - 명숙 역
- 2011년 《마이 블랙 미니드레스》 - 정신과 환자 역
- 2011년 《오직 그대만》 - 텔레마케터 1 역
- 2011년 《고치방(부제: 우리들의 이데아)》 - 조경순 역
- 2012년 《댄싱 퀸》 - 도로시 역
- 2012년 《르베르》 - 서현 역

### 기타
굿TV -희망프로젝트 러브미션 -아나운서

#### 뮤직비디오
- 2017년 김은주 - 〈그 사랑이 머문다〉
- 2020년 김보연 - 〈오직 예수 〉

#### 광고
- 2010년 김형자의 아침마당 김치 - 김형자 김치 편
- SK텔레콤 - 바보들의 55000번 테스트 편
- 농심 보노스프 - 활 편
- 농심 보노스프 - 다림질 편
- SK브로드밴드 - 10분 업데이트 - 배짱 편
- 웅진식품 자연은 - 메인 모델
- 파고다교육그룹 파고다어학원 - 지면 모델
- 신일산업 신일제습기 - 엄마 편
- 후후앤컴퍼니 후후 - 메인 모델
- 다음카카오 카카오톡 - 팀장의 집착 편 - 팀장 역